# Dějiny umění

David - mramorová socha od Michelangela Buonarottiho

Dějiny umění je pojem zpravidla používaný pro historický vývoj lidské tvorby v oblasti výtvarného umění, tedy v oborech malířství, sochařství, architektury a uměleckých řemesel. Dalšími uměleckými obory se zabývají například dějiny hudby, dějiny literatury, dějiny divadla nebo dějiny filmu.
To co lidé považují za umění se měnilo a mění v závislosti na času i místě. Tento přehled historického vývoje světového umění se tedy zabývá pouze obory, kterými se zabývá uměleckohistorická věda.

## Pravěk

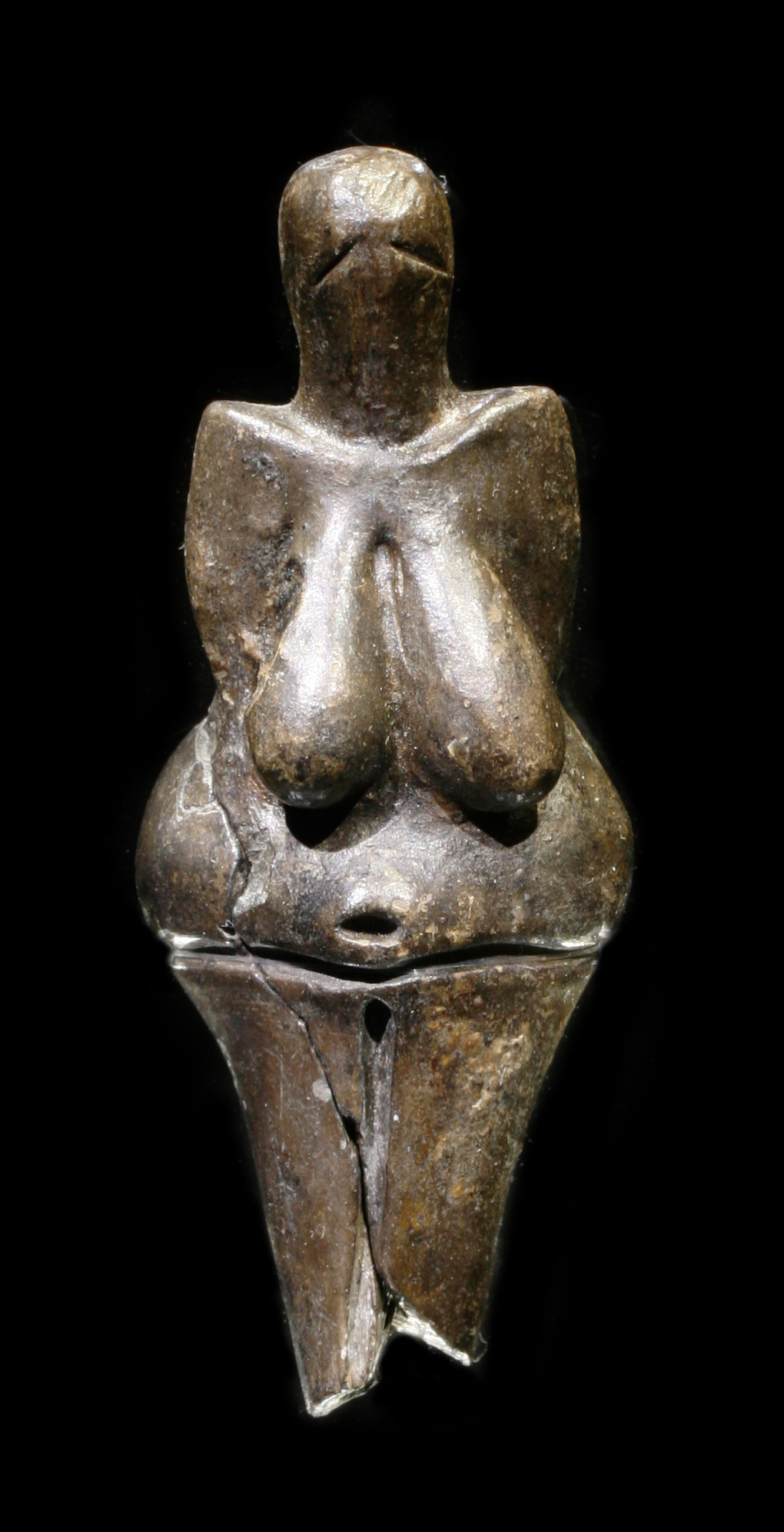
Věstonická venuše

Prvním archeologickým nálezem, který by mohl být označen za umělecké dílo, jsou čáry vyryté do mušle příslušníkem homo erectus zhruba půl milionu let před naším letopočtem. První umělecká díla člověka současného typu (homo sapiens) pochází z období mladšího paleolitu (zhruba 50 000-10 000 př. n. l.). Patří k nim obrazy jeskynního malířství, různé typy šperku z kamene, zvířecích zubů, mušlí nebo jantaru, dále pak rytiny do kosti a sošky zvířat i lidských postav. U sošek lidských postav se jedná především o sošky žen se zvýrazněnými znaky mateřství, které se označují pojmem venuše. Jeskynní malířství se vyvíjelo od prostých otisků prstů jako v případě tzv. makaronských kreseb, přes lineární kresby až k detailnějším vyobrazením větších kompozic. Příklady této pozdější tvorby jsou malby z jeskyň Lascaux a Altamira z oblasti Pyrenejí.
Nový impuls získává umění v období neolitu v souvislosti s usazováním obyvatelstva a přechodem k zemědělství. Důsledkem je rozvoj keramických nádob, které svými tvary a výzdobou pomáhají vymezovat archeologické kultury. Dochovali se také pozůstatky prvních architektonických děl. Mimo staveb s ryze praktickou funkcí se objevují také stavby kultovní, stavěné z rozměrných bloků kamene, označované jako stavby megalitické.

## Starověk

Polykleitův doryforos, starořímská kopie

Vysoké civilizační a spolu s tím i umělecké úrovně dosáhlo lidstvo ve starověku. První velké kultury vznikly v Mezopotámii a Egyptě zhruba kolem roku 3 000 př. n. l. Umění těchto říší bylo spojeno s despotickými vládci, jejich mocenským aparátem a náboženstvím. Projevovalo se monumentálními stavbami náboženskými, palácovými i pohřebními, sochařským zpodobnění vládců, nízkými reliéfy a malbami oslavujícími jejich činy nebo doplňujícími účel zmiňovaných staveb.
Klasický starověk (antika): Jiných kvalit později dosáhlo umění starověkého Řecka, které hledalo harmonii, řád a obracelo pozornost na člověka, individuálního člena společnosti. Architektura, zvláště chrámy, je tvořena v duchu závazných řádů rytmizující stavby sloupy, zatímco sochařství je zaměřeno na zobrazení člověka a idealizované krásy lidského těla. Více na konkrétní postavy a příběhy je zaměřená výzdoba keramiky. Umění starého Říma navazuje a čerpá z umění řeckého, prozrazuje však odlišnost společnosti budující vojenskou silou mocnou říši. Kromě soch vojevůdců a staveb oslavujícím jejich činy však Římané umění obohacují např. o portrétní sochařství či klenbu v architektuře. Antické umění vytyčením univerzálních ideálů a jejich systematickou realizací dosáhlo kvalit, ke kterým se budou opakovaně vracet umělci následujících období.
Ve stejné době dosahují vysoké umělecké úrovně i civilizace v jiných částech světa. Je tomu v oblasti Indie (od protoindické po Guptovu říši), Číně (např. Velká čínská zeď či terakotová armáda), ale také v Americe (klasická mayská civilizace).

## Středověk

### Románský sloh
Románský sloh byl na vrcholu mezi lety 1075–1125, zejména ve Francii. Vznikl jako důsledek rozmachu klášterů v 10. století, kdy západní Evropa zažívala konečně po temných stoletích období stability. To se odrazilo ve specifické architektuře sakrálních budov. Po 600 letech spánku oživlo monumentální sochařství.

### Gotický sloh

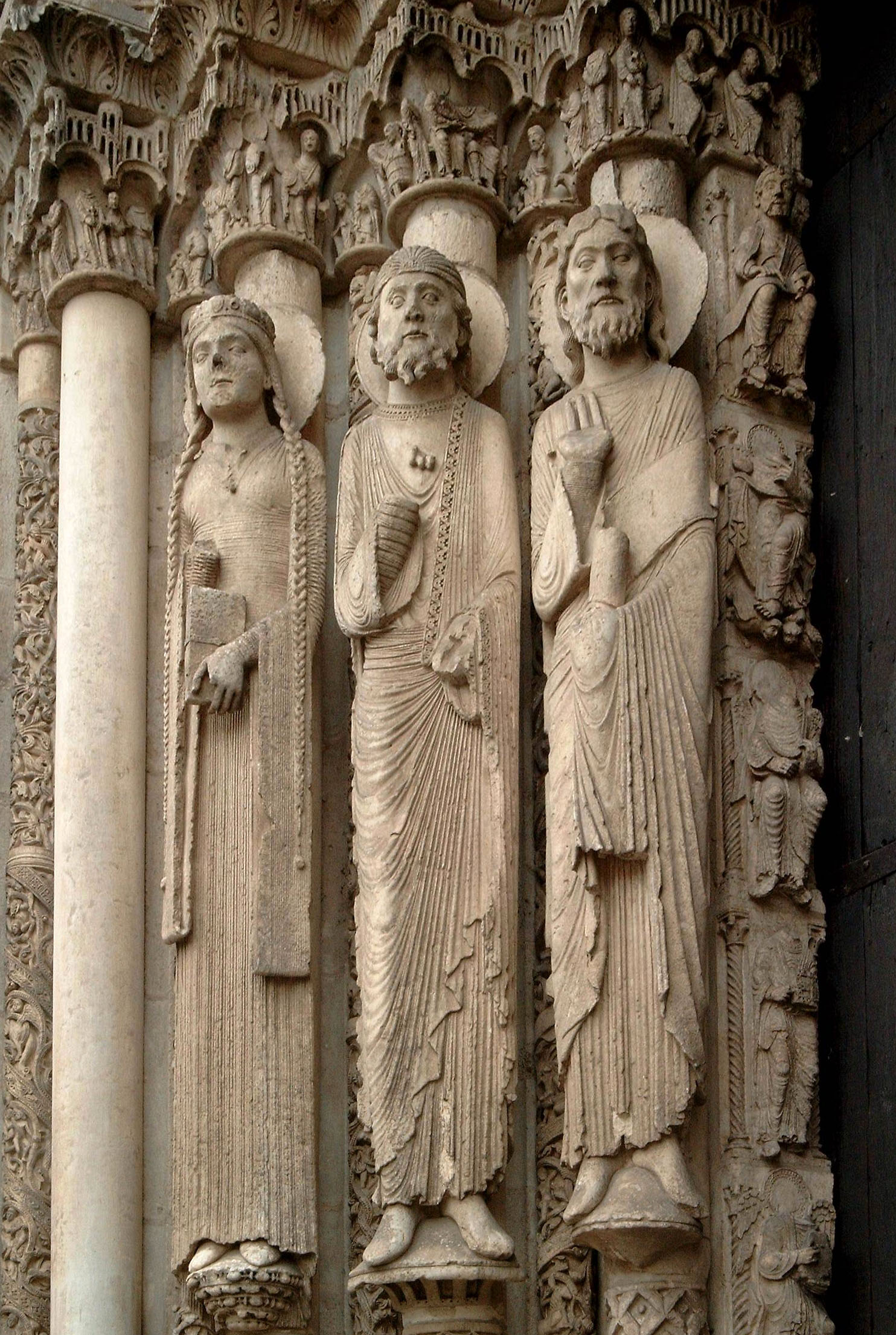
Gotické sochy v katedrále Notre-Dame v Chartres

Název gotický sloh pochází od italských renesančních umělců, kteří odsoudili předchozí barbarský sloh. Ve skutečnosti nemá s Góty nic společného. Je to typický sloh vyspělého středověku. Znamenal obnovení městského života. Mocným impulsem byly křížové výpravy do Levanty. Nejdůležitější a nejoriginálnější je gotická architektura, která začíná kolem roku 1120 v Île-de-France, což bylo umožněno investicemi bohatého měšťanstva. Odlehčené oblouky umožnily větší a vyšší budovy než v románském slohu. Nejstarší dochovanou gotickou památkou je klášter Saint-Denis v Paříži, jehož stavba začala v roce 1140. Sochařství sloužilo jako doplněk architektury. Jeho rozvoj začíná až na konci 12. století, kdy se sochy stávají přirozenější, s individualizovanými tvářemi a postavami. Malířství začíná až na počátku 14. století. Filozofie vyvrcholila scholastikou. V pozdní gotice se více stavěly světské stavby. Do roku 1500 gotika zanikla. Začátkem 14. stol se gotická kultura dostala do Čech i díky Karlovi IV., který ji sem přinesl z Francie, kde od dětství pobýval.

## Novověk

### Renesance

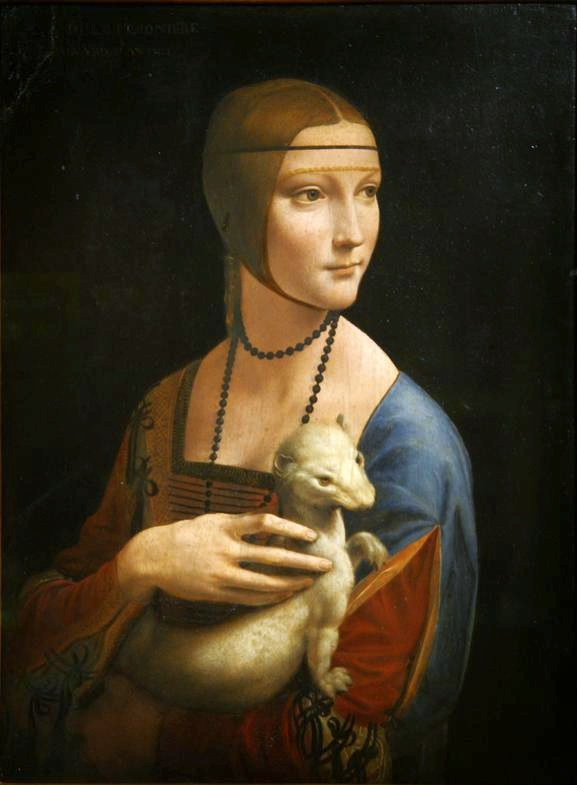
Leonardo da Vinci – Dáma s hranostajem

Renesance znamená znovuzrození, rozumí se klasického slohu antiky. Jedná se o přechodný sloh mezi středověkem a novověkem. Znamenala prohloubení oživení městského života a větší podíl laiků na náboženském životě. Byla předznamenána selháním univerzalismu katolické církve (avignonské zajetí a velké schisma) a Římské říše (král / císař neměl reálnou moc). Latina přestala být jedinou řečí vzdělanců. Renesance se zrodila v severní Itálii (Florencie, Benátky a Řím) jako bratrské hnutí humanistů, což byli laici, na rozdíl od dřívějších vzdělanců – kleriků. Jejich intelektuálním světem byl synkretismus. Renesance vyrostla na konci 13. století, inspirována sv. Františkem z Assisi, který obrátil pozornost od duchovních věcí k světu kolem nás – ke kráse přírody. Nejznámějším umělcem proto-renesance je Giotto (1266–1337). Danteho Božská komedie je gotická svým rozvrhem, ale renesanční svou náplní. Protorenesance končí černou smrtí (1348), kdy následné občanské války ukončily zájem o vyšší věci.
Dalšími představiteli renesance jsou Leonardo da Vinci, který je mj. autorem obrazu Mona Lisa, dále Michelangelo Buonarroti, který vytvořil např. sochu Davida nebo Raffael Santi - autor Sixtinské madony.
Klasická renesance se zrodila v roce 1401, kdy soutěž o zakázku na reliéf bronzových dveří baptistéria sv. Jana ve Florencii přiměla několik umělců ke studiu antického umění v Římě. Zakladatelem renesančního malířství byl Tommaso di Giovanni di Simone Guidi – Masaccio (21. prosince 1401–1428), který začal tvořit od počátku 20. let; Filippo Brunelleschi (1377 – 15. dubna 1446) vynalezl perspektivu a jeho dóm florentské katedrály je manifestem renesanční architektury. Mocným impulsem pro rozvoj nového slohu byl vynález knihtisku (1444) a pád Cařihradu (1453), kdy mnoho východních vzdělanců odešlo do Itálie. Scholastika byla opuštěna ve prospěch svobodné kritiky.
Vypálením Říma v roce 1527 začala renesance upadat. Svár mezi vírou a humanismem vedl k manýrismu (Mannerism). Vynález olejomalby umožnil malířství i tam, kde pro klimatické podmínky nebyly fresky vhodné – např. v Benátkách.

### Baroko

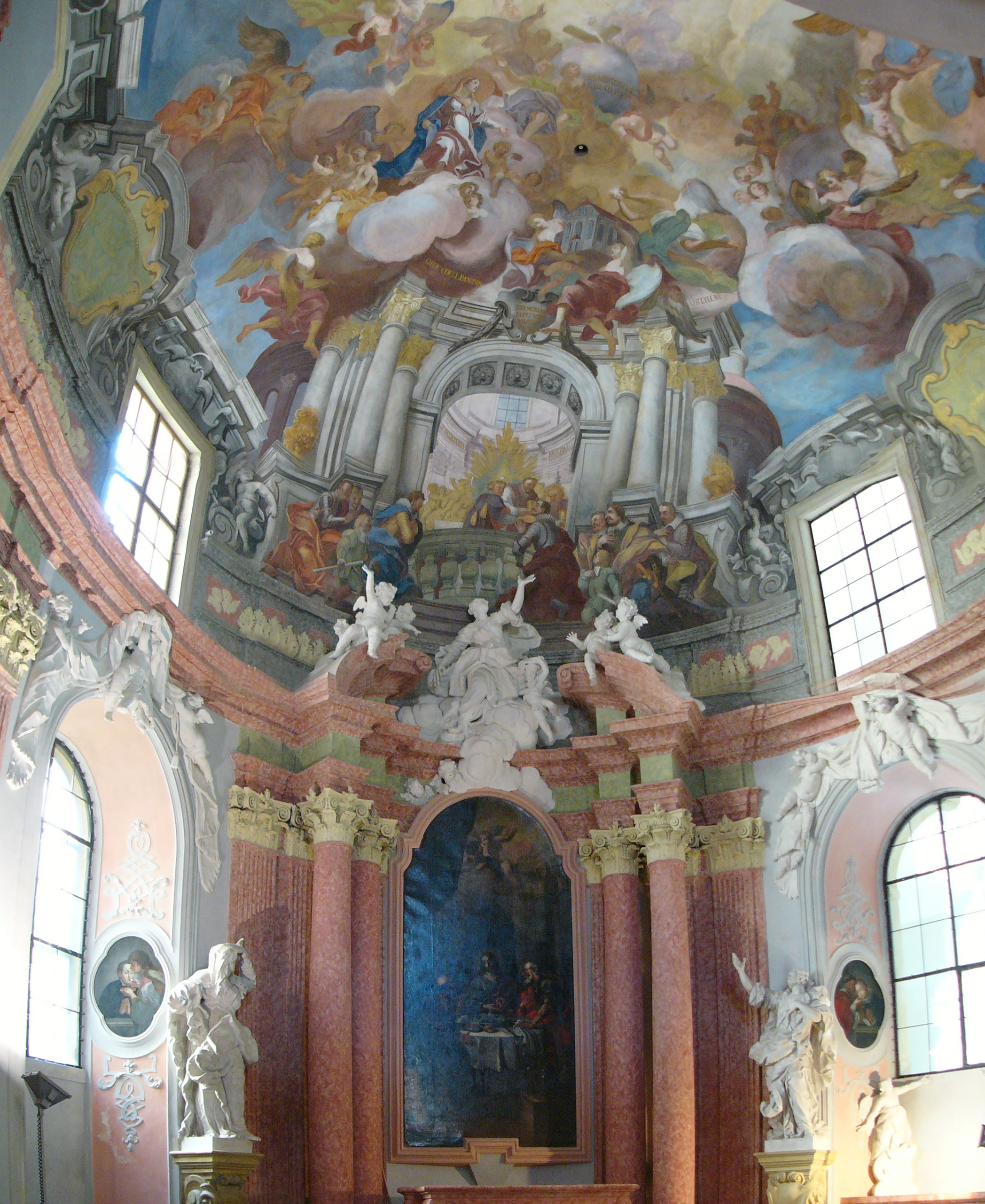
Barokní sochy a malby v kapli Božího těla v jezuitském konviktu v Olomouci

Barokní sloh v Itálii započal již na konci 16. století. Slovo barocco či barroco znamenalo v umění nepravidelný, bizarní styl porušující klasické konvence. Pozdější klasikové pro baroko neměli pochopení a označovali jej za úpadkový sloh až do Wölfflinovy studie Renaissance und Barock (1888). Baroko je symbolem protireformace (katolické reformace). Zakladateli baroka jsou Annibale Carracci a Caravaggio, vynálezce šerosvitu. Odlišný charakter má baroko ve Francii, což je způsobeno církevním galikalismem. Francouzské baroko tak má klasicizující charakter. Rovněž v protestantských zemích má baroko odlišnou podobu. V životním stylu je jeho charakteristickým znakem nošení vysokých paruk přirozených barev.

### Rokoko
Rokokový sloh je jako zvláštní sloh uznáván zejména ve výtvarném umění. Vznikl ve Francii jako reakce na vkus Ludvíka XIV. Velikého a rozšířil se zejména do Německa, Rakouska a Benátek. Začal jako dekorativní styl šlechtických interiérů. Rozpoznávacím znakem je asymetrie. V životním stylu je jeho charakteristickým znakem nošení napudrovaných (bílých) paruk. Život byl ovlivněn vynálezem porcelánu. Typickými barvami byla bílá, zlatá a pastelové barvy. Umění odráželo frivolitu doby. V současné době se však doporučuje používat pro toto období ve střední Evropě termín „pozdní baroko“, protože v našich podmínkách nemá charakter samostatného slohu, jako je tomu ve Francii.

### Klasicismus
Klasicismus neboli neoklasicismus se od ostatních oživení antiky odlišuje tím, že místo Říma je vzorem Řecko. Myšlenkově je kladen důraz na racionalismus a ctnost. Je výsledkem osvícenství.

## 19. století
19. století je období přechodu od dlouhých epoch historických slohů k modernímu umění různě se uplatňujících a mísících uměleckých směrů. Umění nacházelo ideál zprvu v přírodní harmonii a lidských citech (romantismus), později zvláště v idealizované minulosti (historismus), o kterou rozvíjelo zájem i probuzené národního cítění. Na umění 19. století měl vedle toho zásadní vliv vývoj techniky, od nových konstrukcí v architektuře přes vynález fotografie na malířství až po průmyslovou výrobu měnící podobu užitého umění.

### Romantismus
Preromantismus je umělecký proud, který vznikl zhruba v polovině 18. století jako reakce na klasicismus a osvícenství. Je výrazem nového životního postoje a uměleckého stylu měšťanstva, jako nastupující společenské třídy, která v něm vyjadřuje zdůrazňováním citových hodnot prostého, nezkaženého člověka svůj protest proti nespravedlnosti a poutům feudalismu a proti chladnému rozumářství klasicismu jako uměleckého směru aristokracie (proto je toto myšlenkové hnutí často nazýváno sentimentalismem). Význačným preromantikem byl ve Francii Jean-Jacques Rousseau. V Británii byli výrazem preromantismu tzv. jezerní básníci, v Německu hnutí Bouře a vzdor (1773–1781, Sturm und Drang) – Goethe a Schiller.
Romantismus se zrodil na konci 18. století. Poprvé nebyl všeobecný, neboť zasáhl jen avantgardu – umělce. Romantici proto pěstovali kult výlučnosti génia. Romantici odmítli řád, klid, harmonii, vyrovnanost, idealizaci a racionalitu klasicismu. Romantismus zdůrazňuje individualitu, subjektivnost,iracionalitu, imaginaci, osobnost, spontánnost, emotivnost, vizionářství a transcendentalitu. Romantismus znamenal zrod nacionalismu a folklóru; obdiv ke středověku. Po roce 1840 romantismus přežíval převážně v hudbě.

### Historismus
Historismus je souhrnné označení pro období tzv. „neoslohů“. Navazuje na romantismus a je užíván například při výstavbě dobových šlechtických sídel, ale například také při dekorování štukových fasád činžovních domů. Historismus čerpá nejčastěji z gotického, renesančního a barokního slohu. Pozdní fáze historismu začíná synteticky směšovat jednotlivé používané stavební slohy, nazývá se proto také někdy eklektismem.

### Realismus
Realismus byl jako umělecký program přijat v letech 1850 až 1880. Jeho protagonisté odmítli umělost neoklasicismu i romantismu. V centru jejich pozornosti byl život střední a nižší třídy. Filozofickým programem byl pozitivismus. Realismus byl povzbuzen vynálezem fotografie a masovým rozšířením novin. Realistickým malířem byl Gustave Courbet, jehož však mainstream odmítl. K jeho těsným předchůdcům patří Barbizonská škola (1846–1861), která se soustředila na venkovské náměty. Honoré Daumier byl spíše kreslíř.
Naturalismus je realismus do důsledků. Jeho první výraz lze nalézt v roce 1863, poslední 1935. Je aplikací přírodních věd (darwinismu) do umění. Umělecká díla se vyznačují determinismem, lidé jsou hnáni pudy a autor se jako pouhý pozorovatel snaží zdržet komentáře.

### Impresionismus a symbolismus

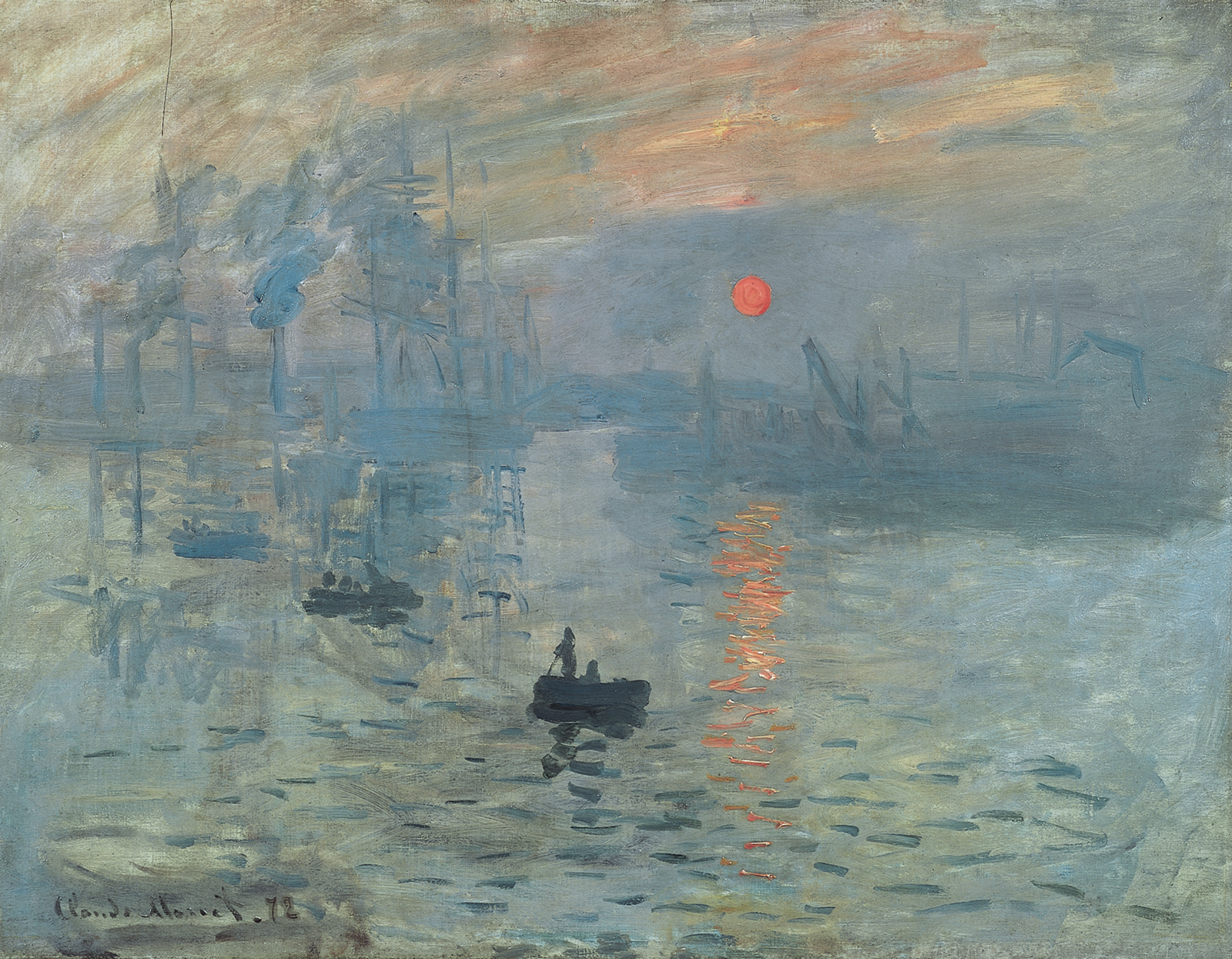
Obraz Clauda Moneta Impression, soleil levant (Imprese, východ slunce), podle jehož názvu Impresionismus pojmenován

Impresionismus je prvním stylem moderního umění, byť má blízko k realismu. Existoval v malířství, hudbě a literatuře v letech 1867až 1886, veřejně známým byl od roku 1874. Jeho předchůdci byli Édouard Manet, Eugene Boudin a J. B. Jongkind.
Symbolismus se zrodil ve francouzském básnictví na konci 80. let 19. století jako revolta proti Parnasu, ačkoliv měl již několik předchůdců (Baudelaire, Verlaine, Rimbaud a Mallarmé – potomní vůdce symbolistů). Básníci se snažili zachytit mystérium hlubšího života. Odpůrci byl symbolismus označován jako dekadence (= úpadek). Jeho znakem byl volný verš. Od roku 1900 hnutí upadalo.

### Secese
Secesní sloh kvetl zejména mezi lety 1890 a 1910. Odklání se od klasických historických slohů a vyznačuje se plošnými ornamenty se stylizovanými přírodními tvary. Bývá považován za poslední univerzální evropský sloh, který prosadil jednotný estetický styl do všech oblastí výtvarného umění i běžného života.

## Moderní umění
Art Deco
Art Deco (1920–1940) se omezil na užité umění a architekturu.
Purismus
Purismus vychází z pozdní secese. Mezi jeho významné představitele patří Adolf Loos. Purismus později v podstatě plynule přechází do Funkcionalismu, který je vlastně jeho systematizovanou podobou.
Dadaismus
Dadaismus vznikl ve Švýcarsku v ovzduší první světové války a projevoval se snahou vyvolat a postihnout absurdno, které poukazuje na nesmyslnost světa. Z Dadaismu se později rodí Surrealismus.
Konstruktivismus
Konstruktivismus byl pěstován především v Sovětském Rusku, ale konstruktivistické tendence se objevují i jinde, například v Holandsku. Klade důraz na viditelnou, nezdobenou konstrukci.
Funkcionalismus
Funkcionalismus je sloh, jehož hlavním zakladatelem je architekt Le Corbusier. Klade důraz na funkčnost a účelnost.
Surrealismus
Surrealismus se zrodil ve Francii. Důraz je kladen na podvědomí, představy, sny, zdánlivou náhodnost a nesmyslnost. Typickým projevem surrealismu je například tzv. automatická poesie.